# Collastoma eremitae
Collastoma eremitae är en plattmaskart. Collastoma eremitae ingår i släktet Collastoma och familjen Umagillidae. Inga underarter finns listade i Catalogue of Life.